# Lijst van auto's uit James Bondfilms
Deze pagina bevat een lijst van auto's die worden gebruikt in James Bondfilms. 
- Doctor No - Sunbeam Alpine Serie 5
- From Russia with Love - Bentley MK IV - Chevrolet Bestelwagen
- Goldfinger - Aston Martin DB5 - Ford Thunderbird - Ford Mustang - Rolls-Royce Silver Phantom
- Thunderball - Aston Martin DB5 - Ford Thunderbird - Ford Skyliner - Ford Mustang - Lincoln Continental
- You Only Live Twice - Toyota 2000GT
- On Her Majesty's Secret Service - Aston Martin DBS - Mercury Cougar - Rolls-Royce coupé - Volkswagen Kever
- Diamands Are Forever - Ford Mustang - Ford Thunderbird
- Live And Let Die - de Dubbeldekker
- The Man Withe The Golden Gun - AMC Hornet - AMC Matador
- The Spy Who Loved Me - Lotus Esprit
- Moonraker - Geen auto's in de hoofdrol
- For Your Eyes Only - Lotus Esprit Turbo - Citroën 2CV
- Octopussy - Rolls-Royce phantom III - tuktuk-taxi
- A View To A Kill - Renault 11 Taxi - Rolls-Royce Silver Cloud II
- The Living Daylights - Aston Martin V8 - Audi 200 Quattro - Land Rover
- Licence To Kill - Kenworth W900B Tankwagen - Maserati Biturbo
- GoldenEye - Aston Martin DB5 - BMW Z3 - Ferrari F335 GTS - Moskvitsj
- Tomorrow Never Dies - Aston Martin DB5 - BMW 750i
- The World Is Not Enough - BMW Z8 - Rolls-Royce Silver Shadow
- Die Another Day - Aston Martin V12 Vanquish - Ford Thunderbird - Jaguar XKR
- Casino Royale - Aston Martin DB5 - Aston Martin DBS - Ford Mondeo - Jaguar XJ8 - Land Rover Defender
- Quantum of Solace - Alfa Romeo GT - Alfa Romeo 156 - Alfa Romeo 159 - Aston Martin DBS V12
- Skyfall - Aston Martin DB5 - Land Rover Defender - Jaguar XJ (X351) - Mercedes Benz S 300
- Spectre - Aston Martin DB10 - Aston Martin DB5 - Jaguar C-X75 - Range Rover Sport - Land Rover Defender
- No Time To Die - Aston Martin DB5 - Aston Martin DBS - Aston Martin Valhalla - Range Rover Sport SVR - Land Rover Defender V8 - Toyota Land Cruiser J100